# Conquista di Rezia ed arco alpino sotto Augusto
La conquista di Rezia ed arco alpino sotto Augusto degli anni 16-7 a.C. rappresentarono il preludio alla grande invasione della Germania degli anni 12 al 9 a.C. L'obiettivo era infatti quello di portare i confini settentrionali dell'impero ai fiumi Elba e Danubio.

## Guerra di occupazione

### Contesto storico
Quasi a dispetto dell'indole apparentemente pacifica di Augusto, il suo principato fu il più condito da guerre di quanto non lo siano stati quelli della maggior parte dei suoi successori. Solo Traiano e Marco Aurelio si trovarono a lottare contemporaneamente su più fronti, al pari di Augusto.
Sotto Augusto, infatti, furono coinvolte quasi tutte le frontiere, dall'oceano settentrionale fino alle rive del Ponto, dalle montagne della Cantabria fino al deserto dell'Etiopia, in un piano strategico preordinato che prevedeva il completamento delle conquiste lungo l'intero bacino del Mediterraneo ed in Europa, con lo spostamento dei confini più a nord lungo il Danubio e più ad est lungo l'Elba (in sostituzione del Reno).
Le campagne di Augusto furono effettuate con il fine di consolidare le conquiste disorganiche dell'età repubblicana, le quali rendevano indispensabili numerose annessioni di nuovi territori. Mentre l'Oriente poté rimanere più o meno come Antonio e Pompeo lo avevano lasciato, in Europa fra il Reno ed il Mar Nero fu necessaria una nuova riorganizzazione territoriale in modo da garantire una stabilità interna e, contemporaneamente, frontiere più difendibili.

### Preludio alla guerra
Prima di tutto, Augusto in persona si dedicò, con l'aiuto di Agrippa, a portare a compimento una volta per tutte la sottomissione di quelle "aree interne" all'impero non ancora conquistate completamente. Si procedette per prima cosa alla definitiva sottomissione della parte nord-ovest della penisola iberica, che ormai creava problemi da decenni. Questi territori furono infatti condotti sotto il dominio romano, dopo una serie di difficili e sanguinose campagne militari in Cantabria durate 10 anni (dal 29 al 19 a.C.), grazie all'impiego di numerose legioni (ben sette) insieme ad un numero altrettanto elevato di ausiliari. Tanto più che fu necessaria la stessa presenza di Ottaviano sul teatro delle operazioni (nel 26 e 25 a.C.).
A questa conquista succedette quella dell'arco alpino, la cui utilità era strettamente collegata al fatto di dare maggior sicurezza interna ai valichi ed alle relazioni fra Gallia ed Italia: 
26-25 a.C.In questi due anni di campagne furono sottomesse le popolazioni a guardia del passo del Gran San Bernardo, grazie all'azione congiunta dei generali Aulo Terenzio Varrone Murena, che operò da sud contro il popolo dei Salassi e di Marco Vinicio, a nord, in qualità di legato della Gallia Comata, che sottomise le popolazioni della Vallis Poenina (odierno Vallese). Al termine delle operazioni i 44 000 sopravvissuti tra i Salassi furono tutti venduti come schiavi al mercato di Eporedia (Ivrea), mentre in luogo della fortezza militare fu fondata la colonia di Augusta Praetoria (Aosta).
23 a.C.La stessa Tridentum (Trento) fu fortificata, contribuendo a porre un importante baluardo militare per la futura avanzata del generale Druso, pochi anni più tardi (vedi sotto nel 15 a.C.).

### Forze in campo
Augusto riuscì a schierare un esercito composto da numerose legioni nel corso di questo ventennio di guerre, tra Gallia ed Italia settentrionale, oltre a numerose unità ausiliarie. Si trattava delle legioni:
- per il fronte della Gallia: Legio I Germanica, Legio V Alaudae, Legio XIIII Gemina Martia Victrix, Legio XVI Gallica, Legio XVII e Legio XVIII;
- per il fronte italico/illirico:Legio VIIII Hispana, Legio XIII Gemina, Legio XVIIII, Legio XX Valeria Victrix e Legio XXI Rapax.[5][6]

### Campagne militari

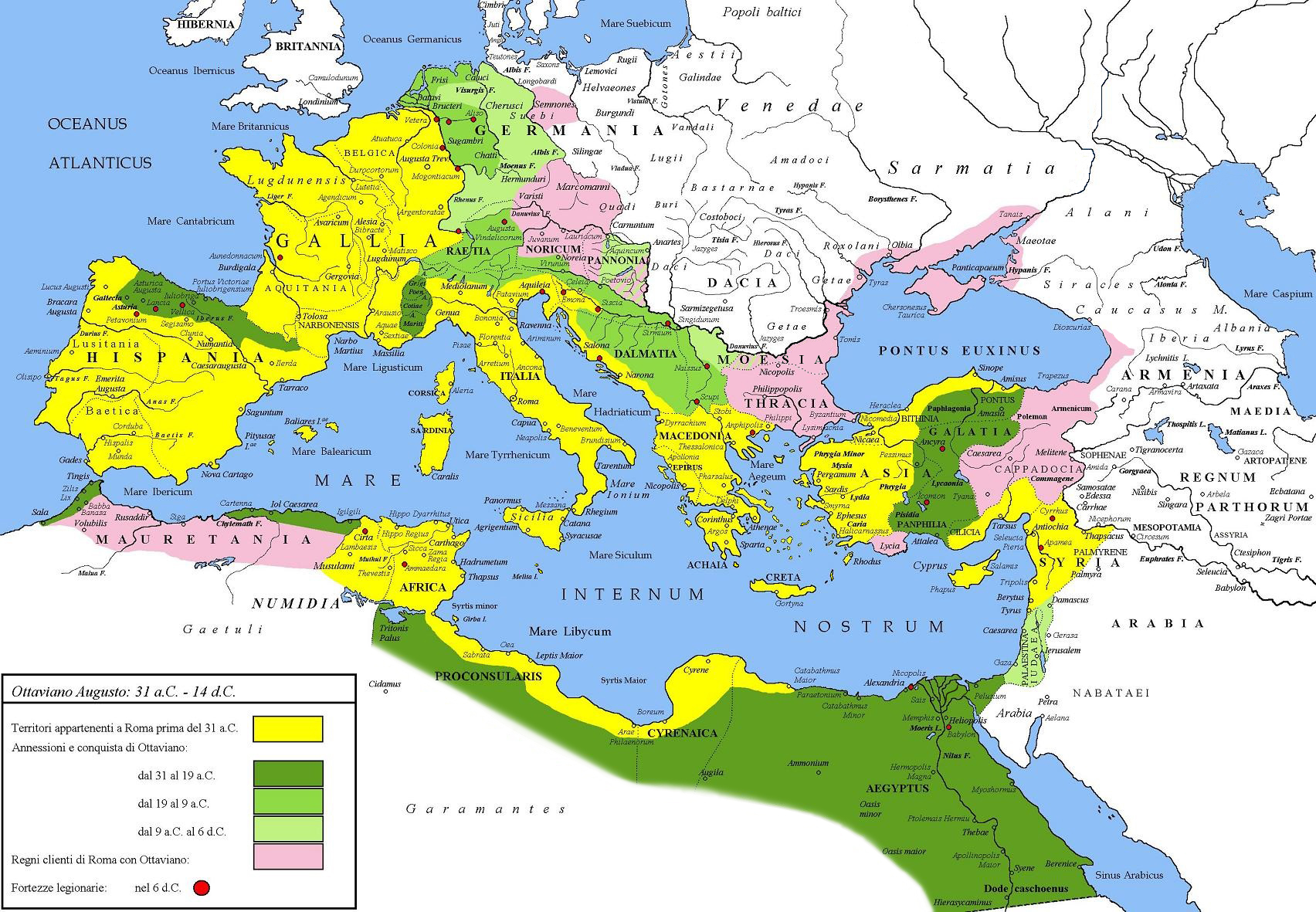
Le conquiste del principato di Augusto, comprese quelle dell'area di Rezia e Vindelicia.

16 a.C.Tiberio, appena nominato pretore, accompagnò Augusto in Gallia, dove trascorse i tre anni successivi, fino al 13 a.C., per assisterlo nell'organizzazione e governo delle province galliche. Il princeps fu accompagnato dal figliastro anche in una campagna punitiva oltre il Reno, contro le tribù dei Sigambri e dei loro alleati, Tencteri ed Usipeti, che nell'inverno del 17-16 a.C. avevano causato la sconfitta del proconsole Marco Lollio e la parziale distruzione della legio V Alaudae e la perdita delle insegne legionarie. Lungo il fronte occidentale Publio Silio Nerva, governatore dell'Illirico, procedette a completare la conquista dell'fronte alpino orientale, con l'assogettamento delle valli da Como al lago di Garda (compresi i Camuni della Val Camonica e i Triumpilini della Val Trompia), oltre ai Venosti della val Venosta (nell'Alto Adige). Approfittando dell'assenza del proconsole, i Pannoni ed i Norici attaccarono l'Istria. La reazione del generale romano non si fece attendere, tanto che il Norico meridionale fu occupato, ottenendo, inoltre, una forma di vassallaggio da parte del regno del Norico settentrionale (popolazione dei Taurisci).
15 a.C.Tiberio, insieme al fratello Druso, condusse una campagna contro le popolazioni dei Reti, stanziati tra il Norico e la Gallia, e Vindelici. Druso aveva già in precedenza scacciato dal territorio italico i Reti, resisi colpevoli di numerose scorrerie, ma Augusto decise di inviare anche Tiberio affinché la situazione fosse definitivamente risolta. I due, nel tentativo di accerchiare il nemico attaccandolo su due fronti senza lasciargli vie di fuga, progettarono una grande "operazione a tenaglia" che misero in pratica anche grazie all'aiuto dei loro luogotenenti: Tiberio mosse dall'Elvezia, mentre il fratello minore da Aquileia e raggiunta Tridentum, divise l'esercito in due colonne. Una prima colonna percorse la valle dell'Adige e dell'Isarco (alla cui confluenza costruì il Pons Drusi, presso l'attuale Bolzano), risalendo fino all'Inn; la seconda percorse quella che diventerà sotto l'imperatore Claudio la via Claudia Augusta (tracciata pertanto dal padre Druso) e che attraverso la val Venosta ed il passo di Resia, raggiungeva anch'essa il fiume Inn. Tiberio, che avanzava da ovest, sconfisse la flotta dei Vindelici nei pressi di Basilea e del lago di Costanza; in quel luogo i due eserciti poterono riunirsi e prepararsi a invadere la Vindelicia. Druso nel frattempo aveva sconfitto e sottomesso i popoli dei Breuni e dei Genauni. L'azione congiunta permise ai due fratelli di avanzare fino alle sorgenti del Danubio, dove ottennero l'ultima e definitiva vittoria sui Vindelici. Questi successi permisero ad Augusto di sottomettere le popolazioni dell'arco alpino fino al Danubio, e gli valsero una nuova acclamazione imperatoria, mentre Druso, figliastro prediletto di Augusto, per questa ed altre vittorie, poté più tardi ottenere il trionfo. Su una montagna vicino a Monaco, presso l'attuale La Turbie, venne eretto un trofeo delle Alpi.

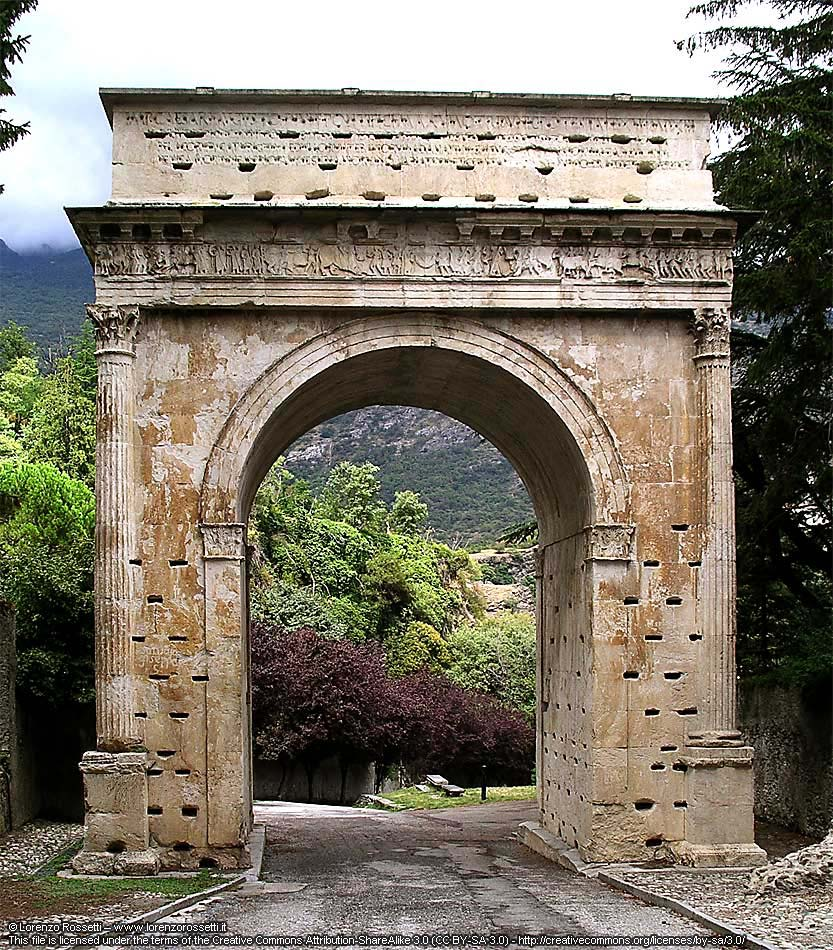
L'arco di Augusto a Susa, antica Segusium, capitale delle Alpes Cottiae.

14 a.C.
Anche i Liguri Comati delle Alpi sudoccidentali furono in parte sottoposti ai praefecti civitatum, in parte aggiunti al vicino regno di Cozio, figlio di un principe locale, ma divenuto egli stesso prefetto, anche se solo formalmente.
Il regno di Cozio trovò un accordo di alleanza con Roma. A Segusium venne eretto un Arco di Augusto con il patto di alleanza ancora oggi scolpito nel fregio.
Al termine delle operazioni, sembra furono lasciate a protezione dei territori conquistati della Vindelicia due legioni: a Dangstetten e ad Augusta Vindelicorum. La provincia della Rezia verrà infatti costituita sotto Claudio.

## Conseguenze

### Reazioni immediate

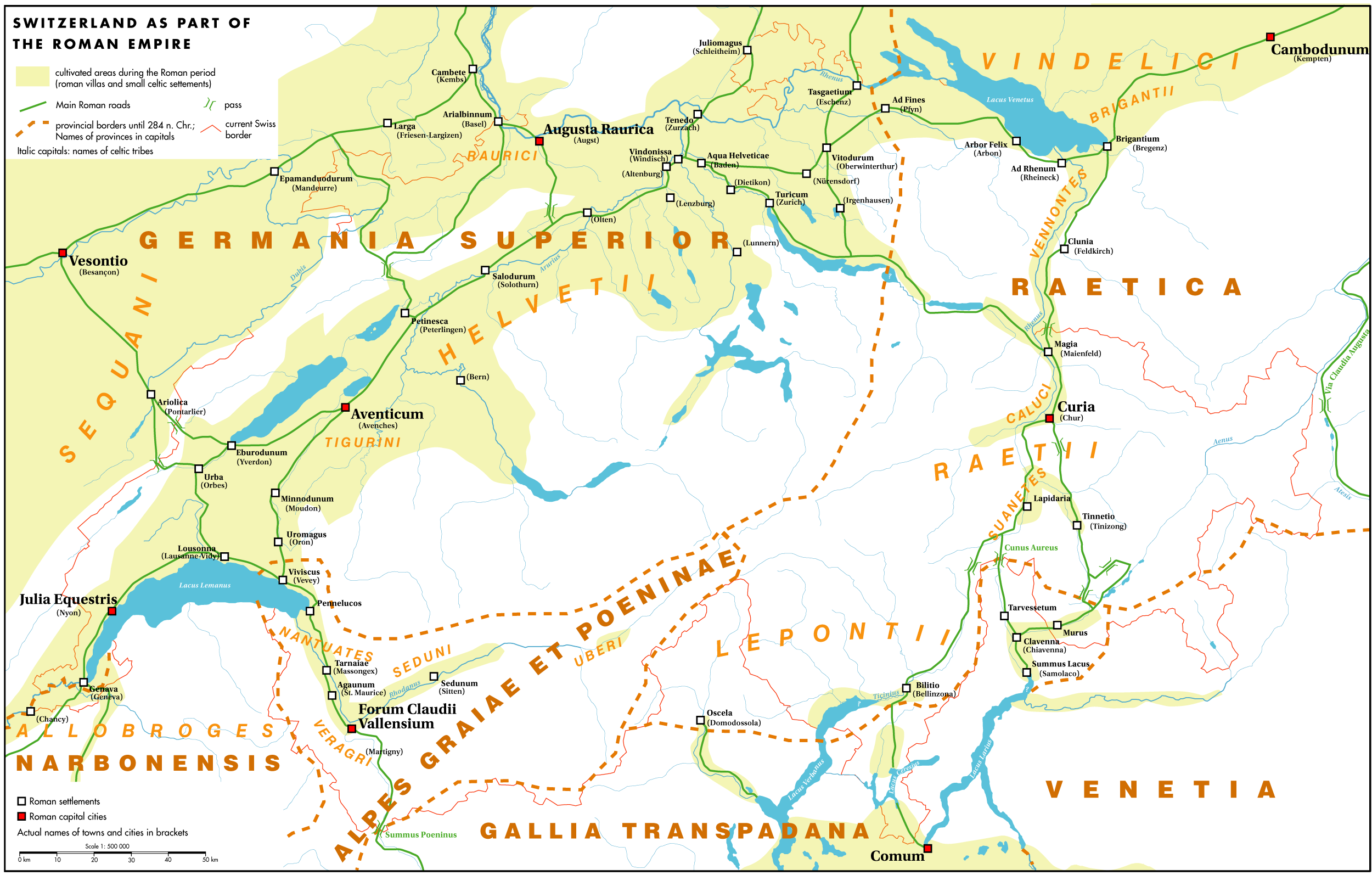
L'area delle conquiste di Augusto comprendeva i territori di Rezia e Vindelicia, Alpi Cozie, Alpi Pennine e Alpi Marittime.

Questi successi furono commemorati con l'erezione del celebre trofeo di La Turbie nella Francia mediterranea, per commemorare la pacificazione delle Alpi da un estremo all'altro e per ricordare i nomi di tutte le tribù sottomesse. Il monumento, eretto negli anni 7-6 a.C. in onore dell'imperatore Augusto, conteneva i nomi di ben 46 tribù alpine tra l'Italia, la Gallia Narbonese e la Rezia: i Triumpilini, Camuni, Vennoneti, Venosti (della Val Venosta), Isarci, Breuni, Genauni, Focunati, le quattro tribù dei Vindelici (Cosuaneti, Rucinati, Licati e Catenati), Ambisonti, Rugusci, Suaneti, Caluconi, Brixeneti, Leponti, Uberi, Nantuati, Seduni, Varagri, Salassi, Acitavoni, Meulli, Ucenni, Caturigi, Brigiani, Galliti, Triutalli, Ectini, Vergunni, Eguituri, Nemanturi, Oratelli, Nerusi, Velauni e Suetri.
A Segusium venne eretto un arco per ricordare l'accordo con Roma, che riporta fra i nomi delle quattordici tribù governate da Cozio, alcune delle quali sono riportate nel Trofeo delle Alpi.

### Impatto sulla storia
La definitiva conquista del settore strategico di Rezia e Vindelicia fu fondamentale per il successivo consolidamento e potenziamento del sistema difensivo renano e danubiano. Le armate romane negli anni successivi poterono così portare a compimento la sottomissione dei territori dell'Illirico e l'occupazione romana della Germania, anche se questi ultimi furono perduti nel 9, in seguito alla disfatta di Teutoburgo. L'obiettivo finale era stato, infatti, raggiunto solo per pochi anni. La frontiera dell'impero romano era stata avanzata a settentrione e ad oriente, dal fiume Reno e la barriera delle Alpi, ai fiumi Elba-Danubio, nella speranza di poter ridurre i confini imperiali dell'Europa continentale.